# كأس نيوزيلندا 2009
كأس نيوزيلندا 2009 (بالإنجليزية: 2009 Chatham Cup)‏ هو موسم من كأس نيوزيلندا. فاز فيه Wellington Olympic AFC ‏.